# Округ Вудфорд (Кентаки)
Вудфорд (енгл. Woodford County) је округ у америчкој савезној држави Кентаки.

## Демографија
По попису из 2010. године број становника је 24.939, што је 1.731 (7,5%) становника више него 2000. године.
| Група             | 2000.          | 2010.          |
| Белци             | 20.944 (90,2%) | 21.556 (86,4%) |
| Афроамериканци    | 1.256 (5,4%)   | 1.230 (4,9%)   |
| Азијати           | 71 (0,3%)      | 124 (0,5%)     |
| Хиспаноамериканци | 695 (3,0%)     | 1.680 (6,7%)   |
| Укупно            | 23.208         | 24.939         |